# Tragocephala pulchra
Tragocephala pulchra is een keversoort uit de familie van de boktorren (Cerambycidae). De wetenschappelijke naam van de soort werd in 1880 als Rhaphidopsis pulchra gepubliceerd door Charles Owen Waterhouse.